# August Thiersch
Pour les articles homonymes, voir Thiersch.
August Thiersch, né le 28 novembre 1843 à Marbourg et mort le 1er janvier 1917 à Munich, est un architecte prussien.

## Biographie
August Thiersch est le fils de Heinrich Wilhelm Josias Thiersch, théologien et philologue. Il est l'élève de l'architecte Gottfried von Neureuther (de). Il collabore aux projets de gares ferroviaires en Moyenne-Franconie entre 1866 et 1868 et aux ponts de la ligne de chemin de fer Braunau am Inn-Sigmaringen. Il devient professeur d'histoire de l'architecture à partir de 1875 et enseigne à l'université technique de Munich.
August Thiersch était un petit-fils du philologue et réformateur de l'enseignement, Friedrich Thiersch. Son frère Friedrich von Thiersch était aussi architecte. Parmi ses quatre enfants, on peut remarquer Hermann Thiersch (1874-1939), archéologue et professeur d'archéologie à l'université de Fribourg-en-Brisgau et à l'université de Göttingen, ainsi que Paul Thiersch (1879-1928), architecte et professeur à Halle.
Son père et lui-même partageaient le pseudonyme d' Asterios, après qu'eut paru leur livre en 1879 à Nördlingen Die Physiognomie des Mondes (la Physionomie de la lune), une seconde édition parut en 1883 à Augsbourg sous le véritable nom du père.

## Quelques œuvres
- 1870 Église à Augsbourg

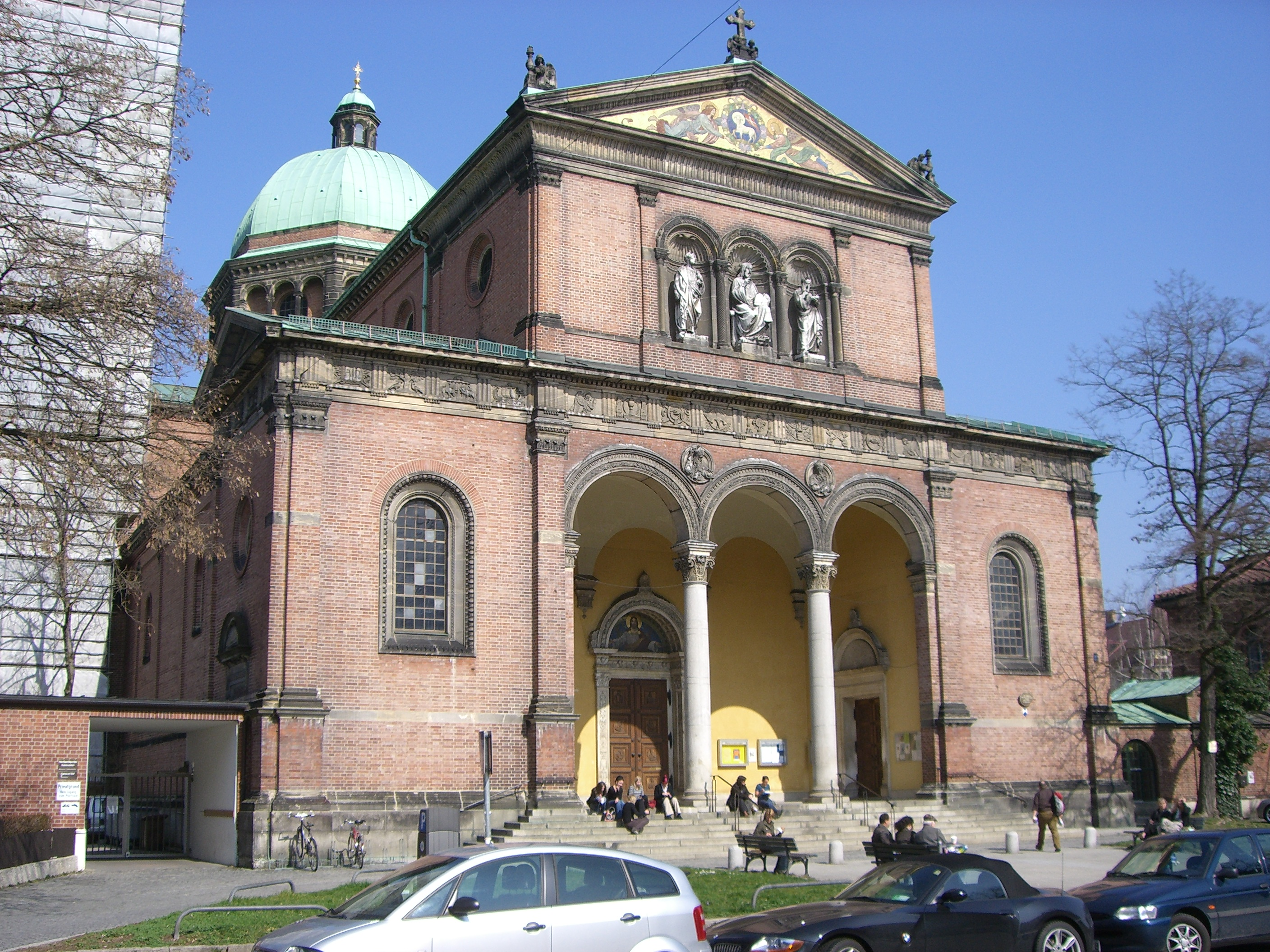
Façade de Sainte-Ursule à Munich

- 1886-1887 Église évangélique-luthérienne d'Eichstätt
- 1892 Église évangélique-luthérienne de Berchtesgaden
- 1894-1897 Église Sainte-Ursule de Munich
- 1907 Hôtel de ville de Schliersee
- 1908 Église catholique d'Ebersberg
- 1910 Station de transformation de Sonthofen
- 1910 Pont de pierre de Traunstein